# Vivre pour survivre
Pour plus de détails, voir Fiche technique et Distribution.
Vivre pour survivre (également connu sous le titre White Fire et Le Diamant) est un film franco-turco-britannique d'action et d'aventure réalisé par Jean-Marie Pallardy et sorti en 1984.

## Résumé
Mike et Ingrid sont un frère et une sœur dont les parents ont été tués par des malfaiteurs. Les deux héros, encore enfants, sont recueillis par Sam, un Américain. Une fois adultes, Mike et Ingrid travaillent avec Sam au sein d'un trafic de diamants en Turquie. En guise de couverture, Ingrid est la secrétaire du patron d'une mine de diamants, dans laquelle les ouvriers de la mine déterrent un jour le légendaire « White Fire », le plus gros diamant du monde. Ingrid et Mike — ce dernier étant quelque peu amoureux de sa sœur — décident alors de comploter pour voler le White Fire. Mais Ingrid est tuée par une bande rivale. Mike, d'abord désespéré, décide ensuite de mener à bien le vol du White Fire. Il recrute Olga, une jeune femme qu'il entraîne et transforme en sosie d'Ingrid à l'aide de la chirurgie esthétique, afin d'infiltrer la mine en se faisant passer pour sa sœur décédée. Mike et Olga deviennent amants.

## Fiche technique
- Titre français : Vivre pour survivre
- Réalisation : Jean-Marie Pallardy
- Scénario : Jean-Marie Pallardy
- Direction artistique : Édouard Pallardy
- Montage : Bruno Zincone
- Photographie : Roger Fellous
- Musique : Jon Lord
- Cascadeurs : Evander Reeves et Benito Stefanelli
- Second assistant réalisateur : Pascal Jean Provost
- Production :
  - Jean-Marie Pallardy et Alan G. Rainer (producteurs)
  - Sedat Akdemir, John Coletta, Tony Edwards et Uğur Terzioğlu (producteurs délégués) (en)
- Société(s) de distribution : 23rd century, Breien Film, Constantin Video, Edde Video, Trans World Entertainment (en) et Westlake Entertainment
- Pays d'origine :  France,  Turquie et  Royaume-Uni
- Langue originale : français
- Format : couleur — son mono
- Genre : Action, drame et thriller
- Dates de sortie :
  - Cinéma : 22 août 1984 (inédit à Paris, sortie en province)[1],[2],[3]
  - DVD : 15 octobre 2003

## Distribution
- Robert Ginty (VF : Yves-Marie Maurin) : Mike Donelly (le personnage porte dans la version en anglais le nom de Boris, dit « Bo »)
- Fred Williamson (VF : Joel Martineau) : Noah Barclay, le chef de la police d'Istanbul
- Belinda Mayne (VF : Martine Messager) : Ingrid Donelly / Olga
- Jess Hahn (VF : lui-même) : Sam
- Mirella Banti (it) (VF : Michèle Bardollet) : Sophia
- Diana Goodman : Olga (avant opération)
- Gordon Mitchell (VF : Edmond Bernard) : Olaf, le patron de la mine
- Henri Guégan : Mike Henchman
- Jean-Marie Pallardy : le Père de Mike et Ingrid (non-crédité)
- Benito Stefanelli : Barbossa (non-crédité)
- Bruno Zincone : interrogateur (non-crédité)

## Musique
Les titres White Fire, qui est joué pour la première fois juste après le générique, lorsqu'on entend « Istanbul, vingt ans plus tard », et One Day At A Time, qui fait écho à la tristesse de Mike à la moitié du film, sont interprétés par le groupe Limelight.

## Accueil
Le film est méconnu du grand public, mais très apprécié par une petite communauté de fans, qui le considèrent comme l'un des plus grands nanars jamais réalisés. La rédaction du site Nanarland le range ainsi dans son top 25 du genre.